# بخش الزورث (شهرستان ماهونینگ، اوهایو)
بخش الزورث (به انگلیسی: Ellsworth Township) یک منطقهٔ مسکونی در ایالات متحده آمریکا است که در شهرستان ماهونینگ، اوهایو واقع شده‌است.
 بخش الزورث ۶۶٫۶ کیلومتر مربع مساحت و ۲٬۲۱۷ نفر جمعیت دارد و ۳۲۳ متر بالاتر از سطح دریا واقع شده‌است.